# Tour de Flandes 1997
El Tour de Flandes 1997 fou la 81a edició del Tour de Flandes. La cursa es disputà el 6 d'abril de 1997, amb inici a Sint-Niklaas i final a Meerbeke i un recorregut de 267 quilòmetres. El vencedor final fou el danès Rolf Sørensen, que s'imposà tot just davant de Frédéric Moncassin i Franco Ballerini.
Va ser la segona cursa de la Copa del Món de ciclisme de 1997.

## Classificació final
|    | Ciclista                 | Equip                   | Temps      |
| -- | ------------------------ | ----------------------- | ---------- |
| 1  | Rolf Sørensen (DEN)      | Rabobank                | 5h 57' 01" |
| 2  | Frédéric Moncassin (FRA) | MG Maglificio-Technogym | + 07"      |
| 3  | Franco Ballerini (ITA)   | Mapei-GB                | + 08"      |
| 4  | Andrei Txmil (UKR)       | Lotto-Mobistar-Isoglass | m. t.      |
| 5  | Davide Casarotto (ITA)   | Scrigno-Gaerne          | + 20"      |
| 6  | Claudio Chiappucci (ITA) | Asics-CGA               | + 21"      |
| 7  | Michele Bartoli (ITA)    | MG Maglificio-Technogym | + 27"      |
| 8  | Jo Planckaert (BEL)      | Lotto-Mobistar-Isoglass | m. t.      |
| 9  | Peter Van Petegem (BEL)  | TVM-Farm Frites         | m. t.      |
| 10 | Viatxeslav Iekímov (RUS) | US Postal               | m. t.      |